# جی-توازن
در فیزیک نظری،  توازن ذره نوع- G  عبارتست از یک عدد کوانتوم ضرب افزا که از تعمیم توازن نوع- C به ذرات طیفی به دست می‌آید.
توازن نوع- C تنها در نظامهای خنثی صدق می‌کنند؛ در ذرات سه تایی پیون، تنها ۰ π دارای توازن نوع – C است. از سوی دیگر، تعامل قوی شامل بار الکتریکی نمی‌گردد، بنابراین نمی‌توان بین + π، ۰ π و – π تمایز قایل شد. ما می‌توانیم توازن نوع – C را تعمیم بدهیم به طوری که در مورد کلیه حالات بار در ذره طیفی (multiplet) مورد نظر صادق باشد:
```
 + π + π
 (۰ π) G η = (۰ π) G
 - π - π،
```

که در آن ۱ ± = G η، ارزشهای ویژه توازن نوع – G می‌باشند. عملگر توازن نوع- G به این صورت تعریف می‌شود: (۲ l π i) e C = G
و در آن (C) عملگر توازن نوع- C، و ۲ l عملگر مربوط به مؤلفه دوم بردار ایزواسپین است. توازن نوع- G ترکیبی از هم یوغی بار و π رادیان (°۱۸۰) چرخش حول محور دوم فضای ایزواسپین است. در این صورت هم یوغی بار و ایزواسپین با تعاملات قوی حفظ می‌گردند، که از نوع G گرانشی است. اما، تعاملات ضعیف و الکترومغناطیسی بر مبنای توازن نوع- G نامتغیر هستند.